# Dům čp. 172 (Štramberk)
Dům čp. 172 stojí na ulici Nádražní ve Štramberku v okrese Nový Jičín. Roubený dům byl postaven na konci 18. století. Ministerstvem kultury České republiky byl prohlášen za kulturní památku ČR roce 1995 a je součástí městské památkové rezervace.

## Historie
Podle urbáře z roku 1558 bylo na náměstí postaveno původně 22 domů s dřevěným podloubím, kterým bylo přiznáno šenkovní právo a sedm usedlých na předměstí. Uprostřed náměstí stál pivovar. V roce 1614 je uváděno 28 hospodářů, fara, kostel, škola a za hradbami 19 domů. Za panování jezuitů bylo v roce 1656 uváděno 53 domů. První zděný dům čp. 10 byl postaven na náměstí v roce 1799. V roce 1855 postihl Štramberk požár, při němž shořelo na 40 domů a dvě stodoly. V třicátých letech 19. století stálo nedaleko náměstí ještě dvanáct dřevěných domů.
Původní roubený dům čp. 172 byl postaven na konci 18. století. V průběhu let byl několikrát opravován. Objekt je příkladem původní předměstské zástavby ve Štramberku.

## Stavební podoba
Dům je přízemní částečně roubená stavba obdélníkového půdorysu orientovaná okapovou stranou s pavlačí k ulici. Je dvojdílné dispozice komorovo–chlévního typu s komorou vydělenou z předsíně. Dům je rouben z kuláčů na vysoké kamenné omítané podezdívce, která vyrovnává svahovou nerovnost a má klenuté sklepní prostory s vchody z uliční strany. Původní chlévy byly přeměněny na obchod a sklípek. Štítové průčelí (východní) je dvouosé s kaslíkovými okny ve zdobených bedněných rámech. Štít je svisle bedněný s oknem. Střecha je sedlová, v uliční straně protažena nad pavlač. Uliční průčelí je čtyřosé s kaslíkovými okny v ozdobných bedněných rámech a se vstupem na otevřenou bedněnou pavlač.